# Strobilanthes anfractuosus
Strobilanthes anfractuosus är en akantusväxtart som beskrevs av C. B. Cl.. Strobilanthes anfractuosus ingår i släktet Strobilanthes och familjen akantusväxter. Inga underarter finns listade i Catalogue of Life.